# Leezen (Holstein)
Pour les articles homonymes, voir Leezen.
Leezen est une commune allemande du Schleswig-Holstein, située dans l'arrondissement de Segeberg (Kreis Segeberg), à huit kilomètres au sud-ouest de la ville de Bad Segeberg. Leezen est la commune la plus peuplée des douze communes de l'Amt Leezen dont elle est le chef-lieu.
1. ↑  https://www.citypopulation.de/en/germany/schleswigholstein/segeberg/01060053__leezen/